# 성심데이케어센터
성심데이케어센터는 대한민국의 서울특별시 도봉구에 위치한 노인요양시설이다. 이곳은 치매나 중풍 환자들을 낮동안 보호해 주는 시설로서, 노인들을 대상으로 레크리에이션, 웃음치료 등의 서비스를 제공한다.